# المؤتمر الطبي الدولي

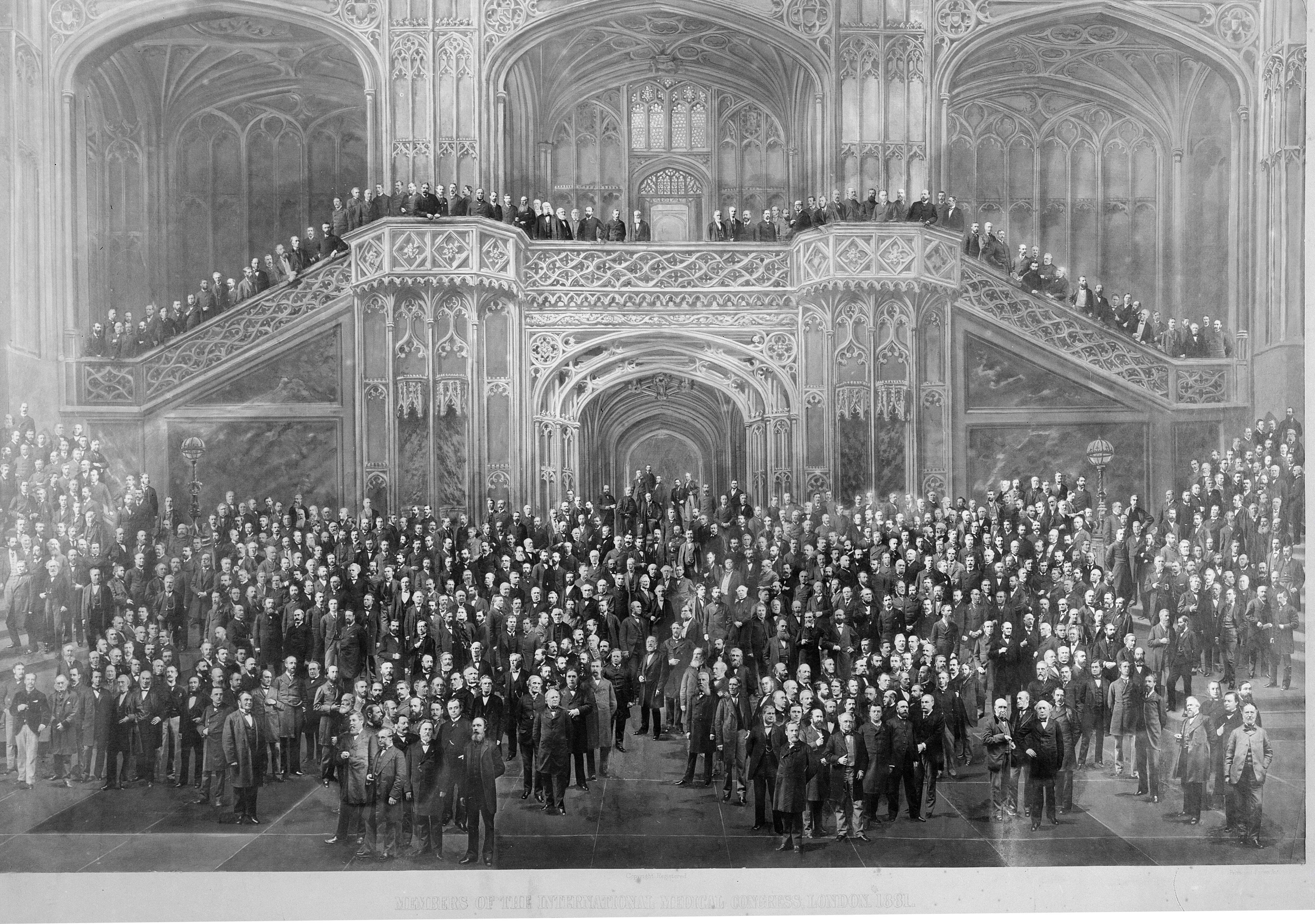
صورة جماعية مكونة لأعضاء المؤتمر الطبي الدولي، 1881

المؤتمرات الطبية الدولية كانت سلسلة من المؤتمرات العلمية الدولية حول الطب التي عقدت، بشكل دوري من عام 1867م حتى عام 1913م.
جاءت فكرة هذا المؤتمر في عام 1865م خلال المؤتمر الطبي السنوي الثالث في فرنسا؛ إقترح الأستاذ هنري جيوتراك عقد مؤتمر طبي دولي في عام 1867م ،و استغلال حقيقة أن الأطباء والجراحين من جميع أنحاء العالم سيكونون بالتأكيد في باريس لحضور المعرض الدولي في ذلك العام. حظي المؤتمر الأول بنجاح كبير نظرا لرعاية الحكومة الفرنسية له، حيث حضر رسميًا فيكتور دوروي وزير التعليم العام وكان هناك العديد من الأعضاء الفائزين الذين تم اختيارهم من قبل الهيئات الدبلوماسية الأجنبية والمجتمعات العلمية.  

## المؤتمرات
| رقم         | السنة | الموقع                                    | ملاحظات |
| ----------- | ----- | ----------------------------------------- | --- |
| الأول       | 1867  | باريس فرنسا                               | |
| الثاني      | 1869  | فلورنسا إيطاليا                           | |
| الثالث      | 1873  | فيينا النمسا                              | |
| الرابع      | 1875  | بروكسل بلجيكا                             | |
| الخامس      | 1877  | جنيف سويسرا                               | |
| السادس      | 1879  | أمستردام هولندا                           | |
| السابع      | 1881  | لندن المملكة المتحدة                      | رئيس هذا الكونجرس كان السير جيمس باجيت والكاتب الشرفي كان ويليام ماك كورماك. كان هناك 3210 مندوبًا. |
| الثامنة     | 1884  | كوبنهاغن الدنمارك                         | رئيس هذا الكونغرس كان البروفيسور بيتر لودفيج بانوم. تم الاتفاق على أصوات اسمية على Auscultation باللغة الإنجليزية والألمانية والفرنسية. |
| التاسع      | 1887  | واشنطن، العاصمة الأمريكيةالولايات المتحدة | الأمين العام، وفي وقت لاحق، الرئيس: نيثان سميث ديفيس |
| العاشر      | 1890  | برلين ألمانيا                             | عقد من 4 إلى 9 أغسطس ، 1890 |
| الحادي عشر  | 1894  | روما إيطالياإيطاليا                       | عقدت من 24 سبتمبر إلى 1 أكتوبر بتكلفة 25 ليرة (£ 1). |
| الثاني عشر  | 1897  | موسكو روسيا                               | عقدت 19 - 26 من أغسطس 1897. تم ترتيب نقل من لندن إلى موسكو عبر برلين ووارسو والسفر العودى عبر سانت بطرسبرغ هيلسينغفورس وستوكهولم وكوبنهاغن وهامبورغ وفلوسينغ مع توماس كوك وسون مقابل 45 غينيا لكل شخص. هناك نسخة من أعمال المؤتمر باللغة الفرنسية التي يحتفظ بها صندوق ويلكوم. والتي يمكن الوصول إليها هنا https://wellcomecollection.org/works/mehvfxh9 |
| الثالث عشر  | 1900  | باريس، فرنسافرنسا                         | |
| الرابع عشر  | 1903  | مدريد إسبانيا                             | عقدت من 23 إلى 30 أبريل 1903 . كان هناك الكثير في الصحافة الطبية البريطانية حول الطرق التي يمكن بها الوصول إلى الكونغرس بما في ذلك شرح مفصل في لانسيت للطرق البرية والبحرية. عرضت شركة بريد الملكي البريد البخارية على الأطباء في بريطانيا خصمًا بنسبة 25% على تكلفة الركوب من ساوثامبتون إلى لشبونة. كما أصدرت سكة حديد جنوب شرق وتشام وخدمة السكك الحديدية في فرنسا تذاكر تخفيض الأسعار للأعضاء الذين يرغبون في حضور الكونغرس. عقدت لجنة بريطانيا العظمى وأيرلندا اجتماعا في 13 يوليو 1903 مع فريدريك ويليام بافي كرئيس. أبلغوا عن حضور 150 شخصاً من بريطانيا وأيرلندا. لم تكن لجنة بريطانيا العظمى وأيرلندا راضية عن التغييرات الجذرية في دستور الكونجرس على وجه التحديد المادة 2 "يجب أن يتكون الكونجرس من رجال الطب، وأطباء، وأطبائي البقر وغيرهم من الأشخاص الذين يمارسون أحد فروع العلوم الطبية المختلفة .... وأن أي شخص يحمل عنوان مهني أو علمي يجب أن يُسمح للمشاركة في الكونجرس في نفس الشروط مثل الرجال الطبية". رأي لجنة بريطانيا العظمى وأيرلندا كان أن هذا جعل الكونغرس صعب التحكم بسبب عدد الأشخاص. |
| الخامسة عشر | 1906  | لشبونة، البرتغال                          | الرئيس: مانويل دا كوستا ألمانو [الإنجليزية] الأمين العام: ميغيل بومباردا |
| السادس عشر  | 1909  | بودابست، المجر                            | عقدت من 29 أغسطس إلى 4 سبتمبر. |
| السابع عشر  | 1913  | لندن، المملكة المتحدةالمملكة المتحدة      | افتتح في 6 - 12 عام 1913 من قبل الأمير آرثر من كونات وعقد في قاعة الملك ألبرت. السير توماس بارلو كان رئيساً لهذا الكونجرس كان المؤتمر ملحوظًا بدعم قوي له لـ Vivisection ، ودعا إلى إدخال أنظمة الأمراض الملاحقة ، ودعاً إلى تشخيص وعلاج السفليس بشكل منهجي وإقرار دور التنظيم الغذائي في بيريبيري. تم منح جميع المشاركين ميدالية ذهبية ، على الجانب الأمامي منها يظهر جوزيف لستر الذي توفي في العام السابق. |

## المؤتمر المقترح
كان من المقررِ أن يعقدَ المؤتمرُ الثامن عشر في ميونيخ في عام ِ1917م ، كما اتفقت عليه بالإجماع اللجنة الدائمة للمؤتمر الدولي في المؤتمر السابع عشر في عام 1913م و عرضت الحكومة البافارية وجامعة لودويغ ماكسيميليان في ميونيخ استضافةها.  في عام 1914، بدأت الحرب العالمية الأولى وتم إلغاء المؤتمر الثامن عشر.